# Viktor Blizničenko
Viktor Valerijovyč Blizničenko (in ucraino Віктор Валерійович Блізніченко?; Novohrad-Volyns'kyj, 29 settembre 2002) è un calciatore ucraino, centrocampista dell'Obolon'.

## Caratteristiche tecniche
È un centrocampista di interdizione.

## Carriera

### Club
Cresciuto calcisticamente nelle giovanili della Dinamo Kiev, esordisce in Prem"jer-liha con la maglia dell'Inhulec' cui viene ceduto in prestito.
Nel 2024 viene ceduto a titolo definitivo all'Obolon'.

### Nazionale
Vanta 12 presenze con le nazionali giovanili ucraine.